# إينوك جاي ميلس
إينوك جاي ميلس (بالإنجليزية: Enoch J. Mills)‏ هو لاعب كرة قاعدة أمريكي، ولد في 23 يوليو 1878 في بليسانتون في الولايات المتحدة، وتوفي في 3 أكتوبر 1935 في دنفر في الولايات المتحدة بسبب حادث مرور.

## وصلات خارجية
- إينوك جاي ميلس على موقع كلية كرة السلة في سبورتس رفرنس.كوم (الإنجليزية)